# آلیس (فیلم ۲۰۰۵)
آلیس (انگلیسی: Alice) یک فیلم است که در سال ۲۰۰۵ منتشر شد.